# Brookesia bekolosy
Brookesia bekolosy är en ödleart som beskrevs av  Christopher John Raxworthy och Nussbaum 1995. Brookesia bekolosy ingår i släktet Brookesia och familjen kameleonter. IUCN kategoriserar arten globalt som starkt hotad. Inga underarter finns listade.
Denna kameleont är bara känd från nordvästra Madagaskar. Den vistas i fuktiga skogar.